# Beaumont-du-Gâtinais
Beaumont-du-Gâtinais ist eine französische Gemeinde mit 1136 Einwohnern (Stand 1. Januar 2022) im Département Seine-et-Marne in der Region Île-de-France. Sie gehört zum Arrondissement Fontainebleau und zum Kanton Nemours.

## Geographie
Beaumont-du-Gâtinais ist die südlichste Gemeinde des Départements Seine-et-Marne.

### Nachbargemeinden
Umgeben ist Beaumont-du-Gâtinais von den Gemeinden Puiseaux, Échilleuses, Boësses, Auxy, Sceaux-du-Gâtinais, Mondreville, Maisoncelles-en-Gâtinais, Gironville und Bromeilles.

### Gemeindegliederung
Ortsteile von Beaumont sind Seine-Boué, Le Mesnil, Villeneuve, Le Perray und Barnonville. 

## Bevölkerungsentwicklung
| Jahr      | 1962 | 1968 | 1975 | 1982 | 1990 | 1999 | 2007 |
| Einwohner | 910  | 889  | 869  | 868  | 909  | 981  | 1142 |

## Sehenswürdigkeiten
- Kirche Saint-Barthélemy (Monument historique)
- Ehemaliges Schloss (Monument historique)
- Markthalle (Monument historique)

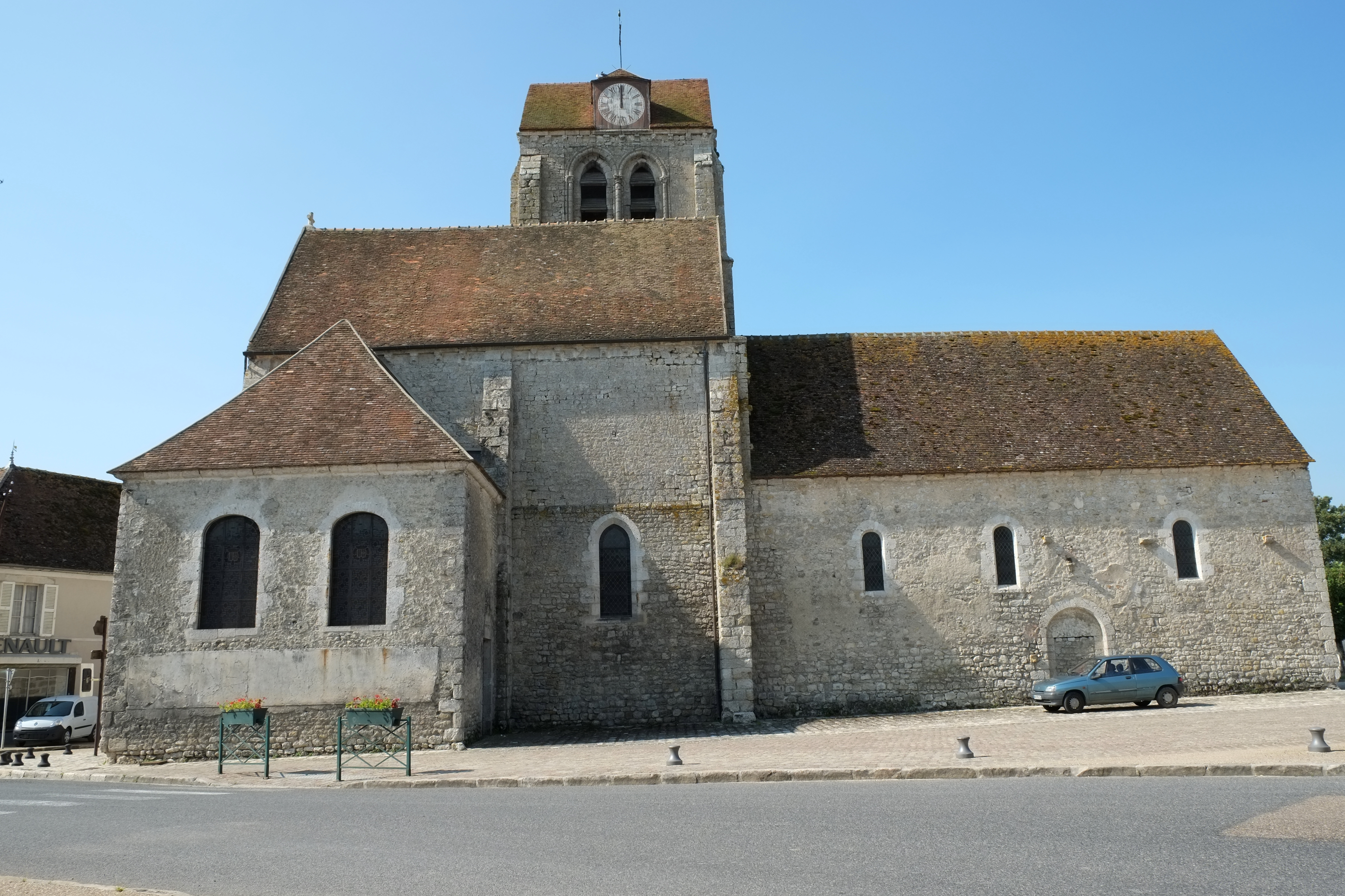
Kirche Saint-Barthélemy
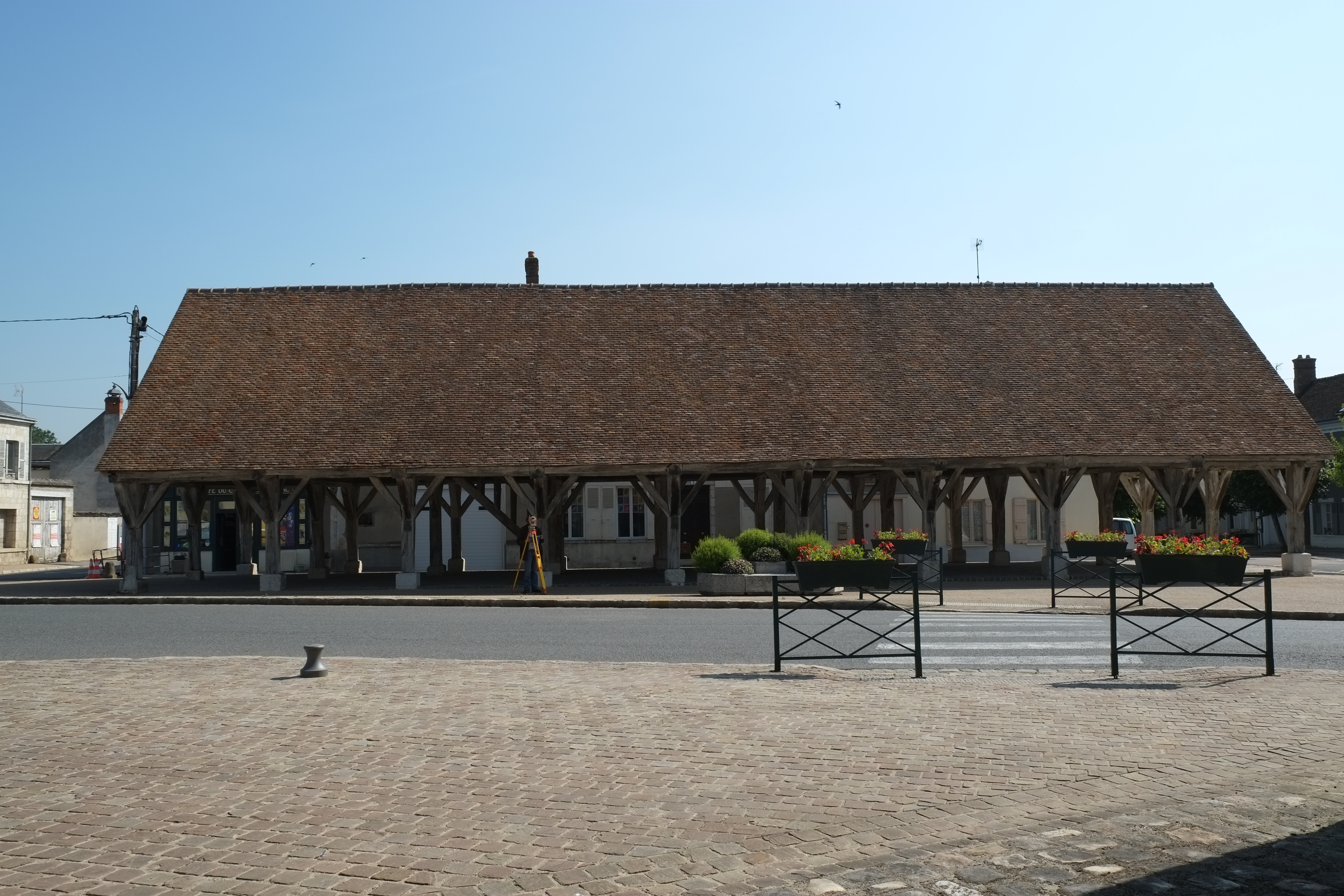
Markthalle in Beaumont-du-Gâtinais

## Persönlichkeiten
- Die Herren von Beaumont-du-Gâtinais (12./13. Jahrhundert)
- Achille de Harlay (1536–1616), Come de Beaumont, Erster Präsident des Parlements von Paris von 1582–1611
- Christian Louis de Montmorency-Luxembourg, genannt Le Chevalier de Luxembourg (1675–1746), Prince de Tingry, Marschall von Frankreich, Schwiegersohn Achille de Harlays, bestattet in Beaumont-du-Gâtinais.
- François Lanno (1800–1871), Bildhauer, gestorben in Beaumont